# Bishop's Stortford FC
Bishop's Stortford Football Club is een Engelse voetbalclub uit Bishop's Stortford. De club komt uit in de Isthmian League Premier Division, het zevende niveau van het Engelse voetbal. Thuiswedstrijden worden afgewerkt op Woodside Park.
De club werd in 1874 opgericht en was precies 100 jaar later de laatste winnaar van de FA Amateur Cup. In 1981 was het de eerste club buiten de hoogste klasse van het non-league voetbal dat de FA Trophy kon winnen. De beste prestatie van de club in de FA Cup is het bereiken van de derde ronde, in het seizoen 1982/83.

## Erelijst
- FA Amateur Cup
  - Winnaar 1973/74
- FA Trophy
  - Winnaar 1980/81
- Isthmian League
  - Kampioen Premier Division 2022/23
  - Kampioen Division One 1980/81, 1993/94
- Athenian League
  - Kampioen Premier Division 1969/70
  - Kampioen Division One 1965/66
- Spartan League
  - Kampioen Division Two East 1931/32
- Delphian League
  - Kampioen 1954/55
- Stansted & District League
  - Kampioen 1910/11, 1912/13, 1919/20
- Saffron Walden & District League
  - Kampioen 1911/12, 1912/13, 1913/14
- East Herts League
  - Kampioen Division One 1919/20
- Herts Senior Cup
  - Winnaar 1932/33, 1958/59, 1959/60, 1963/64, 1970/71, 1972/73, 1973/74, 1975/76, 1986/87, 2005/06, 2009/10, 2011/12
- London Senior Cup
  - Winnaar 1973/74

Premier Central:
Alvechurch ·
Banbury United ·
Barwell ·
Bedford Town ·
Biggleswade Town ·
Bishop's Stortford ·
Bromsgrove Sporting ·
Coalville Town ·
Halesowen Town ·
Harborough Town ·
Kettering Town ·
Leiston ·
Lowestoft Town ·
Redditch United ·
Royston Town ·
Spalding United ·
St Ives Town ·
Stamford ·
Stourbridge ·
Stratford Town ·
Sudbury ·
Telford United

Premier South:
Basingstoke Town ·
Bracknell Town ·
Chertsey Town ·
Dorchester Town ·
Frome Town ·
Gloucester City ·
Gosport Borough ·
Hanwell Town ·
Havant & Waterlooville ·
Hungerford Town ·
Marlow ·
Merthyr Town ·
Plymouth Parkway ·
Poole Town ·
Sholing ·
Swindon Supermarine ·
Taunton Town ·
Tiverton Town ·
Totton ·
Walton & Hersham ·
Wimborne Town ·
Winchester City